# Quint Fulvi Flac (cònsol 180 aC)
Quint Fulvi Flac (llatí: Quintus Fulvius Cn.f. Flaccus) va ser un polític i militar romà del segle ii aC. Formava part de la gens Fúlvia, una de les més distingides gens romanes d'origen plebeu, i era de la família dels Flac. Era fill de Gneu Fulvi Flac, militar i pretor.
Quint Fulvi Flac va acompanyar fins a Roma l'any 197 aC, per ordre del senat al legat de Filip V de Macedònia. L'any 189 aC va ser edil, i el 187 aC pretor a Sardenya. Va ser tres vegades candidat a cònsol càrrec que finalment va obtenir el 180 aC (cònsol sufecte) en el lloc del seu padrastre Gai Calpurni Pisó que havia mort. Va córrer el rumor que Pisó havia estat enverinat per la seva dona Hostília Quarta, la mare de Quint Fulvi, per deixar lloc al seu fill.